# Microchirus frechkopi
Microchirus frechkopi és un peix teleosti de la família dels soleids i de l'ordre dels pleuronectiformes que es troba a les costes de l'Atlàntic oriental (des del Senegal al golf de Guinea).